# Městská autobusová doprava v Plzni

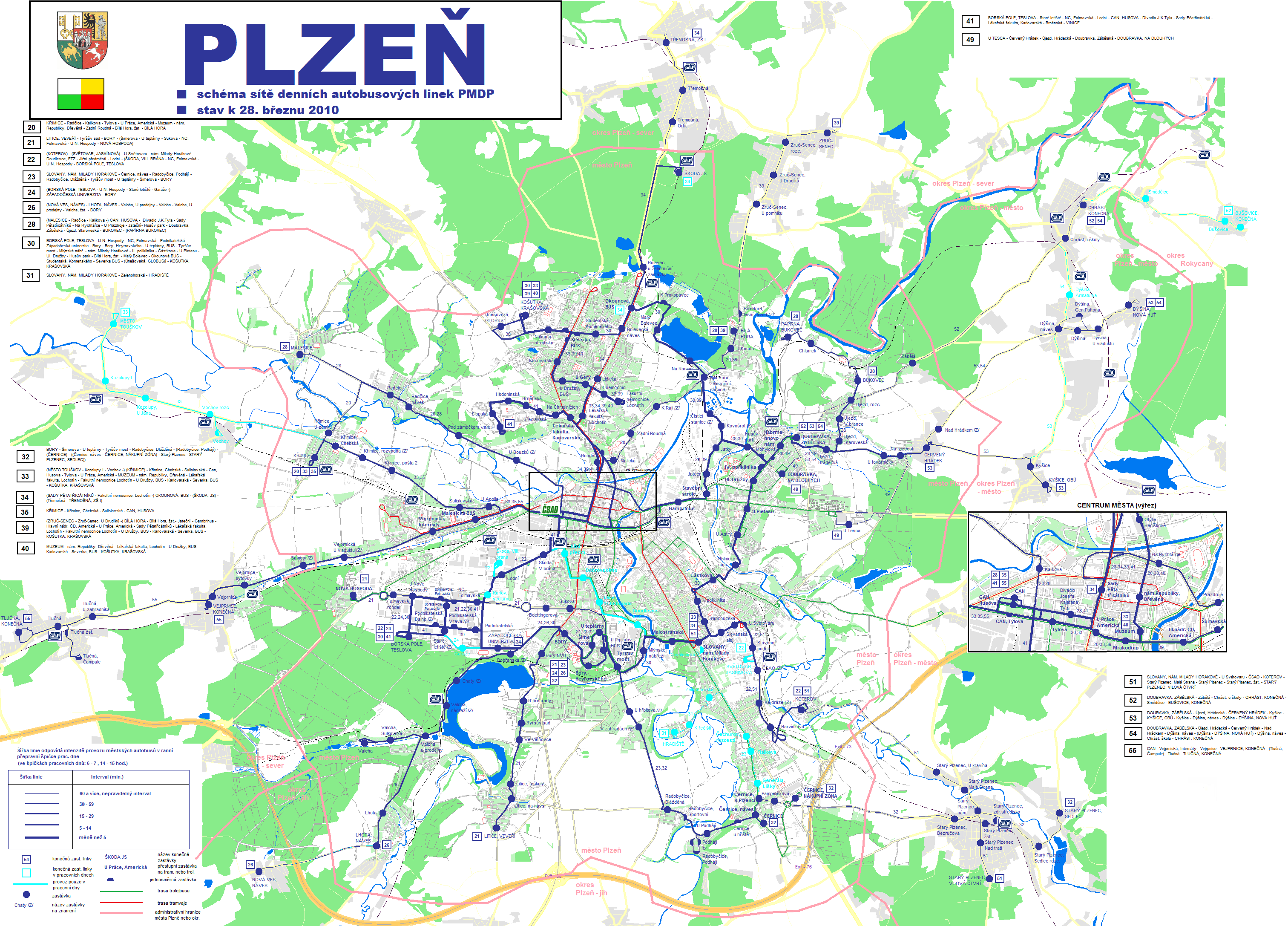
Plán sítě městských denních linek PMDP (stav z března 2010)

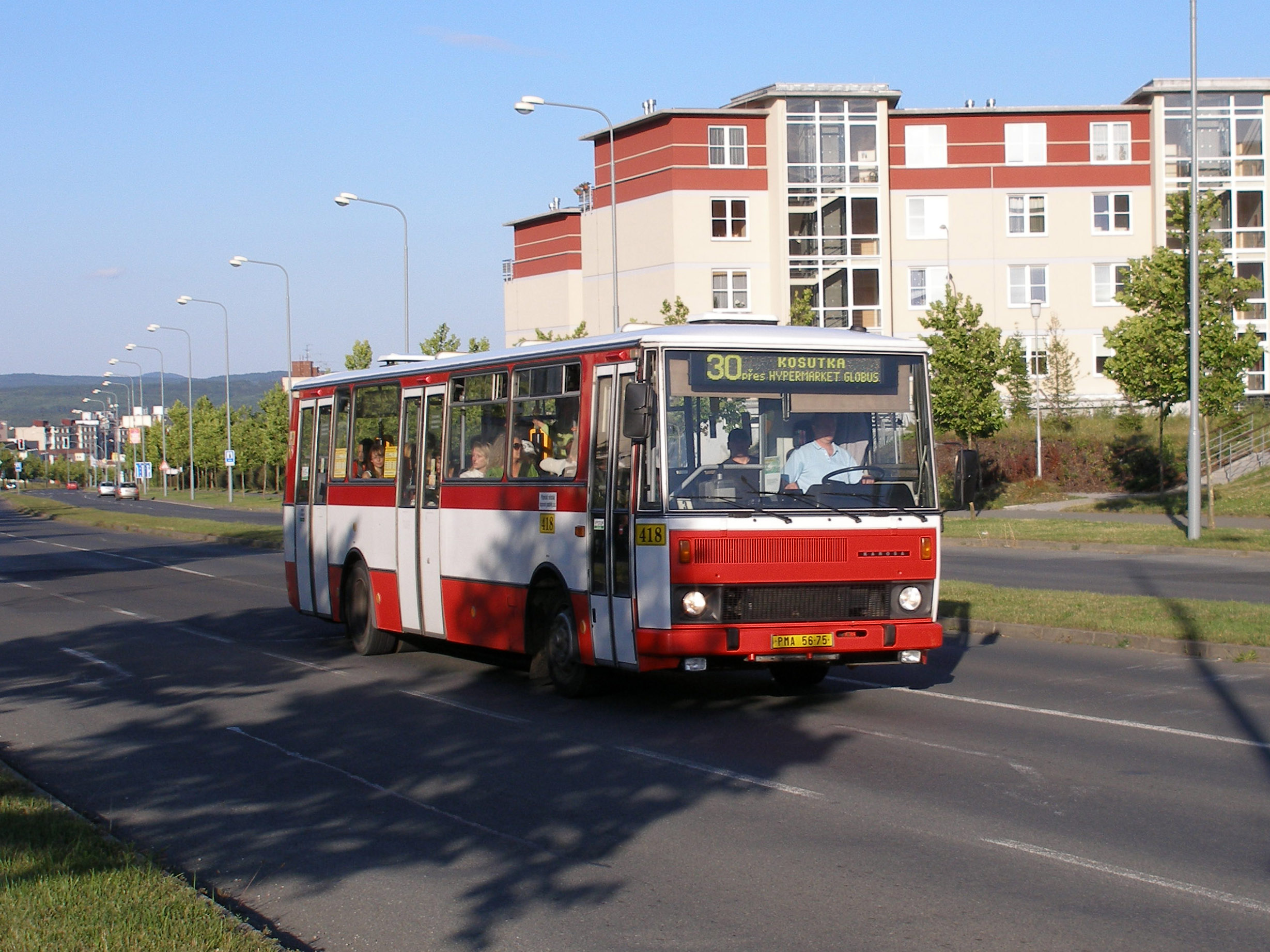
Autobus Karosa B 732

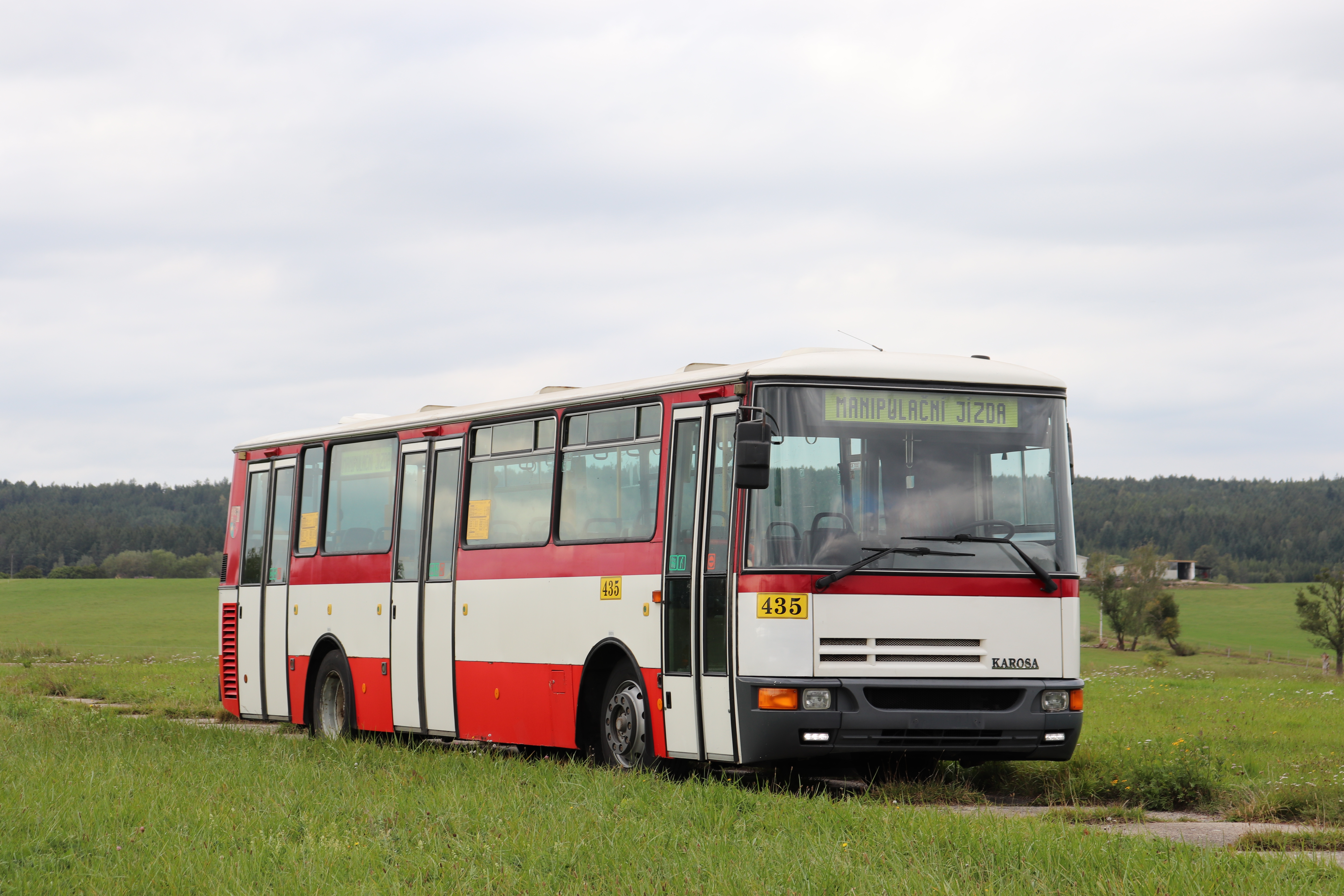
Autobus Karosa B 932

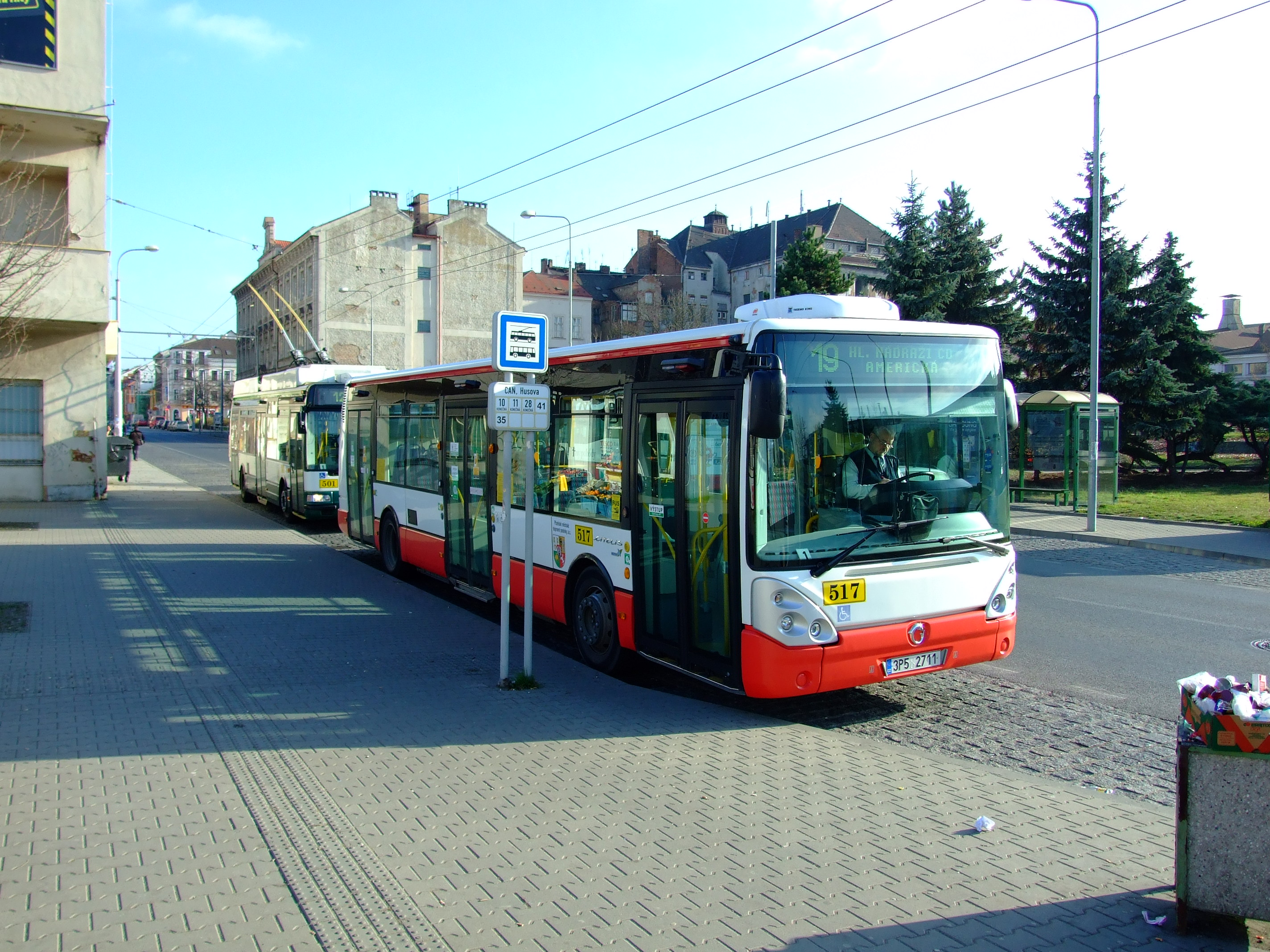
Nízkopodlažní autobus Irisbus Citelis 12M

V Plzni, krajském městě Plzeňského kraje, provozují Plzeňské městské dopravní podniky (PMDP) kromě tramvajové a trolejbusové dopravy také městskou autobusovou síť.

## Historie
První městské autobusy se v Plzni rozjely 21. března roku 1929 hned na třech linkách (od 16. května téhož roku přibyla i linka čtvrtá). Ty v podstatě spojovaly tangenciální směry ve městě, příliš vzdálené pro tehdejší tramvajové tratě. Provoz zajišťovalo celkem šest vozidel, tři menší autobusy typu Škoda 505 a tři větší typu Škoda 550. Jednotlivé linky byly, podobně jako v Praze, označované písmeny. První rok provozu bylo přepraveno 2 miliony cestujících.
Roku 1930 byla uzavřena dohoda, podle níž koncesi na provozování autobusové dopravy v Plzni budou zajišťovat Elektrické podniky. Po druhé světové válce byl již monopol města samozřejmostí a navíc se začalo i s expanzí mimo Plzeň do přilehlých obcí. A tak se mohli cestující z Chrástu (25. prosince 1948), Koterova (1. března 1949), Starého Plzence (9. října 1949), Dýšiny (1. července 1956), ale i z jiných obcí, svézt autobusovými linkami na významná místa přímo v Plzni.
Vozový park byl postupně obměňován. Autobusových linek postupně přibývalo s rozvojem motorismu. V polovině 60. let se hlavní zátěží pro síť autobusů se stala obsluha sídlišť v severní části města. Roku 1987 přepravily plzeňské autobusy dohromady 38 milionů cestujících. Na přelomu 20. a 21. století je v provozu přes sto autobusů nasazovaných na zhruba dvaceti linkách.
Dne 29. srpna 2014 bylo slavnostně otevřeno nově vybudované depo Karlov, které od té doby slouží jako vozovna autobusů a trolejbusů PMDP. Vozidla sem byla převedena již v předchozích týdnech. Starý a nevyhovující areál v Cukrovarské ulici byl opuštěn a přenechán městu.

## Síť
Licenční čísla denních městských linek začínají trojčíslím 445 (445020 až 445056). V současné době je jich provozováno 24. V polovině roku 2020 došlo k redukci některých příměstských linek vedoucích mimo území města na úkor krajského autobusového dopravce Arriva Střední Čechy. Licenční čísla nočních linek začínají trojčíslím 446 a v současné době je jich v provozu 9. Integrované linky s čísly nad 100 mají licenční čísla začínající 447 (např. 447106).

## Vozový park

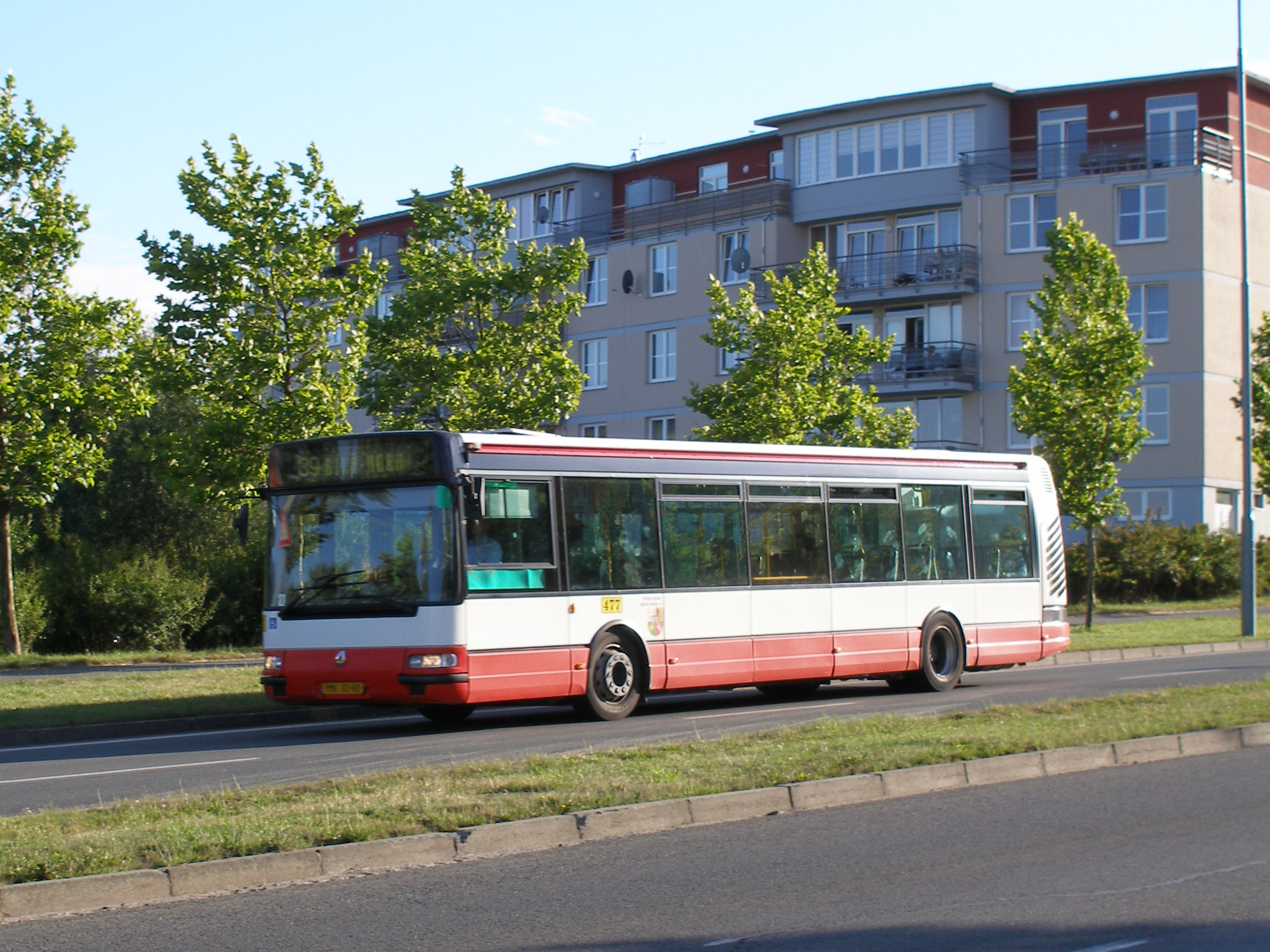
Plzeňský nízkopodlažní vůz Irisbus Citybus

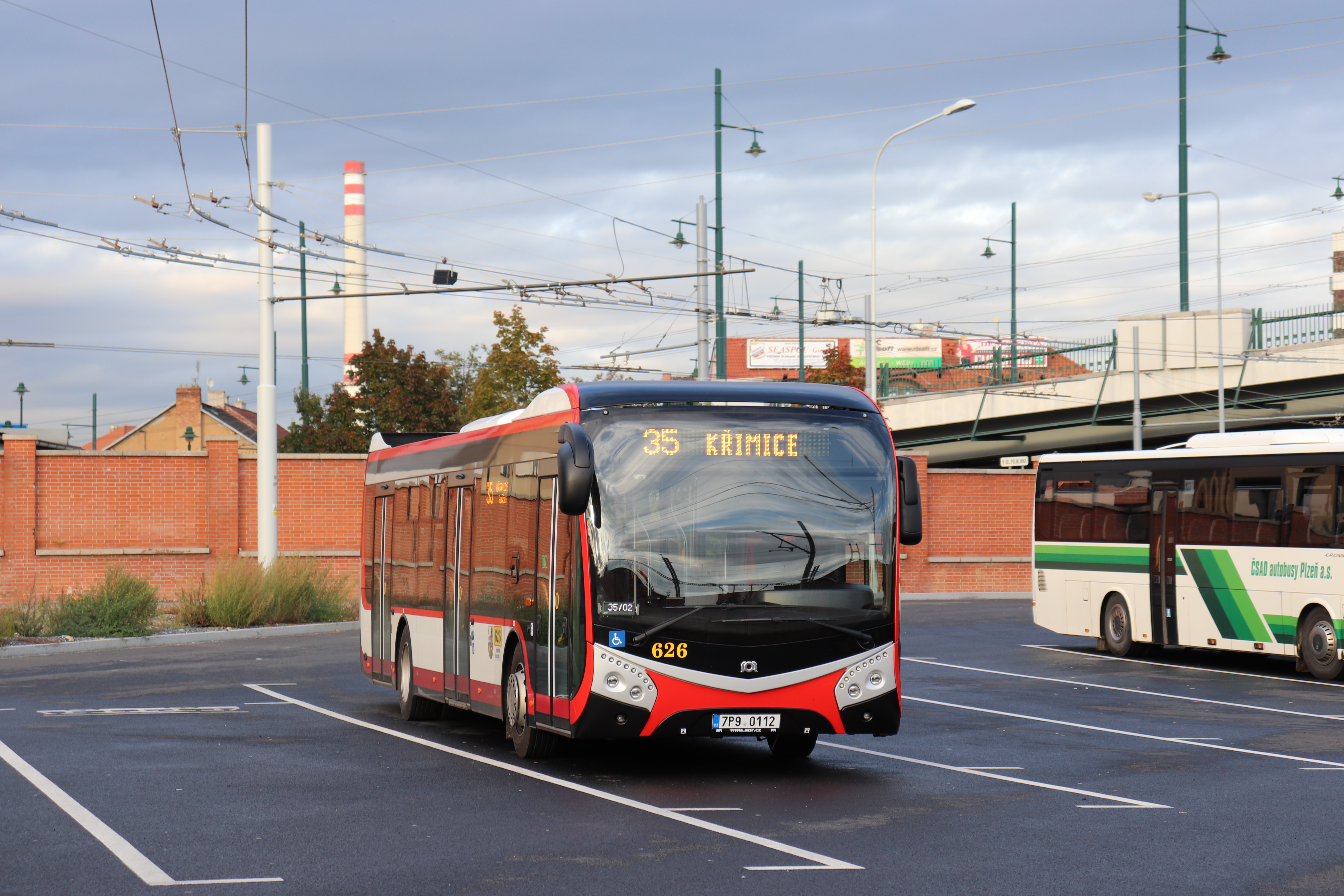
Plzeňský nízkopodlažní vůz SOR NS 12

Vozový park byl postupně obměňován; staré vozy typu Škoda 505 a 550 nahradily modernější typy, nejprve Škoda 706 RO na konci 40. let. V 50. letech Škoda 706 RTO, kterých bylo zakoupeno celkem 51 kusů. V polovině 60. let se začínají objevovat vozy typu Karosa ŠM 11 a nakonec v letech osmdesátých již Karosa B 731 a další typy na tomto modelu založeném. V 90. letech přibyly do vozového parku i vozy jiných výrobců. Kromě autobusů typu Karosa přibyla i Škoda 21Ab či 15metrové vozy Solaris Urbino 15 nasazované hlavně na velmi vytížené linky. Na přelomu 20. a 21. století je v provozu již přes sto autobusů nasazovaných na zhruba dvaceti linkách.
V současné době jsou v provozu následující typy vozidel:
| Obrázek | Typ                 | Modifikace a podtypy          | Dodávky v letech | Počet (k 18. 08. 2024) |
| ------- | ------------------- | ----------------------------- | ---------------- | ---------------------- |
|         | Irisbus Citelis 12M | Irisbus Citelis 12M           | 2007–2008        | 2                      |
|         | Solaris Urbino 18   | Solaris Urbino 18             | 2007–2019        | 61                     |
|         | SOR NB 12           | SOR NB 12                     | 2010–2017        | 45                     |
|         | SOR NS 12           | SOR NS 12                     | 2019–2021        | 14                     |
|         | Rošero First        | Rošero First FCLLI            | 2020–2021        | 2                      |
|         | Isuzu Novo          | Isuzu Novo Citi Life Class I. | 2022–2023        | 2                      |

V srpnu 2024 PMDP měl 126 provozních autobusů, z toho 61 standardních, 61 kloubových a 4 minibusy.
Některé autobusy PMDP nevlastní, ale mají je v pronájmu.
V dubnu 2010 vyhlásily PMDP výběrové řízení na nákup 70 nových nízkopodlažních autobusů, a to 45 standardních a 25 kloubových. Předpokládaná cena je 488 milionů Kč. Dodávka má být uskutečněna v letech 2010-2017 a jde o největší zakázku na nákup autobusů za dobu existence podniku. Obálky s nabídkami byly otevřeny 8. června 2010. Výrobce měl kromě běžné dvouleté záruky garantovat i provozní náklady na kilometr.

## Historická vozidla
| Typ                 | Číslo | Rok výroby | Poznámka |
| ------------------- | ----- | ---------- | --- |
| Škoda 706 RTO       | 51    | 1964       | |
| Karosa ŠM 11        | 135   | 1973       | Původním majitelem byla plzeňská organizace mládeže pro výchovu soutěžních a závodních jezdců Auto moto rallye. |
| Karosa B 731        | 348   | 1986       | |
| Karosa B 931        | 442   | 1996       | |
| Škoda 21Ab          | 445   | 1997       | První nízkopodlažní typ autobusů, který byl provozován v Plzni.                                                 |
| Renault Citybus 12M | 462   | 1999       | |